# Pat Fallon
Patrick Edward Fallon, detto Pat (Pittsfield, 19 dicembre 1967), è un politico statunitense, membro della Camera dei Rappresentanti per lo stato del Texas dal 2021.

## Biografia
Nato nel Massachusetts, Fallon frequentò l'Università di Notre Dame e si arruolò nell'Air Force. Dopo il college si trasferì nel Texas dove fondò un'azienda di abbigliamento per militari.
Entrato in politica con il Partito Repubblicano, nel 2009 vinse un seggio all'interno del consiglio comunale di Frisco. Nel 2012 venne eletto alla Camera dei rappresentanti del Texas e sei anni dopo al Senato del Texas.
Nel 2020 si candidò alla Camera dei Rappresentanti per il seggio lasciato da John Ratcliffe, nominato Direttore dell'Intelligence Nazionale sotto l'amministrazione Trump. Fallon si aggiudicò la nomination repubblicana e successivamente vinse le elezioni generali divenendo deputato.